# Cantó de Les Planches-en-Montagne
El cantó de Les Planches-en-Montagne és un cantó francès del departament del Jura, situat al districte de Lons-le-Saunier. Té 8 municipis i el cap és Les Planches-en-Montagne.

## Municipis
- Bief-des-Maisons
- Les Chalesmes
- Chaux-des-Crotenay
- Crans
- Entre-deux-Monts
- Foncine-le-Bas
- Foncine-le-Haut
- Les Planches-en-Montagne

## Història
| Data d'elecció                           | Identitat         | Partit                               | Qualitat |
| ---------------------------------------- | ----------------- | ------------------------------------ | -------- |
| 1945-1949                                | M. Pyanet         | Divers droite                        |          |
| 1949-19..                                | M. Jobard         | SFIO                                 |          |
| 19..-1955                                | M. Moreau         | RGR                                  |          |
| 1955-1967                                | Pierre Gérard     | RGR, després centrista               |          |
| 1967-1973                                | M. Bourgeois      | Divers droite, després CDP           |          |
| 1973-1998                                | Michel Chavetnoir | Divers gauche, després divers droite |          |
| 1998-                                    | Gilbert Blondeau  | UMP, després Divers droite           |          |
| les dades anteriors no són pas conegudes |                   |                                      |          |
|                                          |                   |                                      |          |